# Bundestagswahlkreis Jena – Weimar – Weimarer Land
Der Bundestagswahlkreis Jena – Weimar – Weimarer Land war bei der Bundestagswahl 2002 ein Wahlkreis in Thüringen. Er umfasste die kreisfreien Städte Jena und Weimar sowie den Landkreis Weimarer Land.
Der Wahlkreis wurde im Rahmen der Wahlkreisreform von 2002 neu eingerichtet, jedoch schon zur Bundestagswahl 2005 wieder aufgelöst. Das Gebiet des Wahlkreises wurde auf die Wahlkreise Gera – Jena – Saale-Holzland-Kreis, Kyffhäuserkreis – Sömmerda – Weimarer Land I und Erfurt – Weimar – Weimarer Land II aufgeteilt.
Das Direktmandat bei der Bundestagswahl 2002 wurde von Christoph Matschie (SPD) mit 44,4 % der Erststimmen gewonnen.